# Antonio Kiernam Flores
Antonio Kiernam Flores (Sevilla, Andalucía, España; 12 de diciembre de 1902—ibidem; 8 de abril de 1976) fue un pintor ceramista.

## Biografía

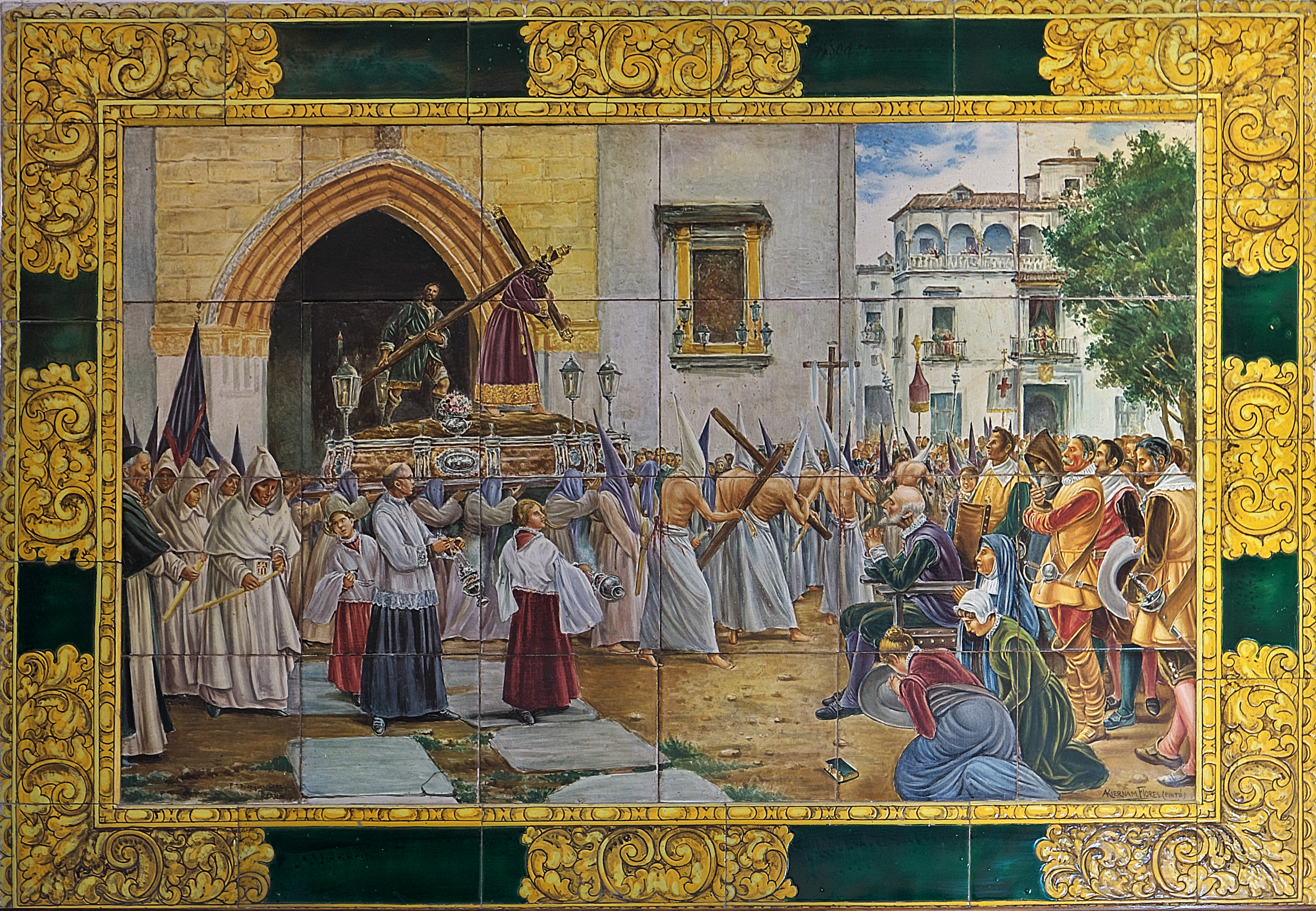
Salida de Nuestro Padre Jesús de la Pasión, Hermandad de Pasión (Sevilla).

Antonio Kiernam nació en una familia neerlandesa afincada en Sevilla cerca de la calle Feria. Su padre fue Antonio Kiernam Kiernam y su madre Felisa Flores. Fue bautizado en la iglesia de Omnium Sanctorum.
En 1908 su tío, Manuel Rodríguez y Pérez de Tudela, fundó una fábrica de cerámica en la calle Antillano Campos, número 8, en el barrio de Triana. Este negocio empleaba los hornos del cercano alfar de Manuel Corbató, en la calle San Jorge.
En 1912 entró como aprendiz en la fábrica de cerámica de su tío. En esa época tomó clases de dibujo en la Escuela de Artes y Oficios.
En el año 1926, tras la muerte de Manuel Rodríguez, Antonio Kiernam se hizo cargo de la fábrica. Formó una sociedad empresarial con el ceramista Antonio Martín Bermudo, conocido como Campitos, y el alfarero Sebastián Ruiz Jurado, firmando sus obras como "A. Kiernam Flores, sucesor de M. Rodríguez Tudela".
En 1870 el industrial del barro Antonio Gómez compró unos alfares de García-Montalván en la calle San Jorge. El negocio pasó luego a su viuda, conociéndose como fábrica de la Viuda de Gómez. En 1906 tomó el nombre de su nuevo dueño, Manuel Corbato. En 1920 la fábrica pasó a su cuñado, Manuel Montero Asquith.
Contrajo matrimonio con Antonia García Corrales en 1930.
En 1939, y junto con los hermanos Eduardo y Enrique Rodríguez Díaz, Antonio Kiernam adquirió el traspaso de una fábrica de cerámica en la calle San Jorge, en el centro artístico de Triana, dando lugar al nacimiento de Cerámica Santa Ana, Rodríguez Díaz y Hno., en la cual éstos aportaban el capital y Kiernam se hacía cargo de la  dirección artística. Santa Ana es patrona de Triana.
El 1 de octubre de 1949 ingresa como hermano de la Hermandad de la Estrella, llegando a ocupar el cargo de consiliario en su Junta de Gobierno entre los años 1963 y 1965.
Fue un artista de gran prestigio profesional, y uno de los mejores retablistas de cerámica de temática religiosa de la mitad del siglo XX, autor de tal cantidad de encargos que a veces tenía que ser ayudado por sus compañeros, retocando él las obras y firmándolas luego. Su técnica habitual era la de pintura al agua y al aguarrás para retoques.

## Premios y reconocimientos
El 25 de marzo de 1973 la Hermandad de la Estrella de Sevilla le rindió homenaje por su trayectoria artística y por haber sido el mejor ceramista que pintara a su titular, la Virgen de la Estrella.
Entre los distintos premios conseguidos, se cita el primer premio, diploma y medalla de la I Exposición Internacional de Artesanía de Madrid, de 1953, y el diploma de honor en la Exposición Provincial de Artesanos de Sevilla, de 1968.

## Obra
A lo largo de su vida profesional realizó una gran cantidad de obras, en su mayor parte destinada a retablos cerámicos de temática religiosa, que se encuentran repartidos principalmente por Sevilla y su provincia y por otras provincias cercanas como Cádiz, Huelva o Málaga. También tiene obras fuera de Andalucía e incluso en el extranjero. 
Durante los años cincuenta realizó además numerosas copias de cuadros famosos de pintores como Velázquez, Zurbarán o El Greco,algunos de los cuales se encuentran en la fábrica Cerámica Santa Ana.